# Ligne de Paris-Nord à Lille
La ligne de Paris-Nord à Lille est l'une des grandes artères radiales du réseau ferré français. D'une longueur de 251 kilomètres, elle relie Paris à Lille, à travers les régions Île-de-France et Hauts-de-France. Tracée le plus souvent en fond de vallée ou en plaine dans le relief peu accentué du Nord de la France, cette grande radiale possède un profil plutôt favorable et un équipement de bon niveau, autorisant des vitesses assez élevées.
Ouverte en 1846 par la Compagnie des chemins de fer du Nord et destinée à relier Paris à la Belgique, ce qui en fait la première ligne reliant Paris à un pays limitrophe, elle possède dès sa conception un rôle international majeur, aussi bien pour les trains de voyageurs, avec les mythiques TEE, que pour les trains de marchandises. Elle a longtemps vu circuler les trains en direction de l'Europe du Nord, bifurquant vers la Belgique, les Pays-Bas et l'Allemagne par la ligne Creil – Jeumont.
La mise en service de la LGV Nord en 1993, puis des Eurostar et Thalys les années suivantes, lui ont fait perdre ses trains les plus nobles en détournant la quasi-totalité du trafic voyageurs entre Paris et le Nord, puis le Benelux et l'Allemagne par ladite LGV, ou bien le réseau Paris-Est et la LGV Est européenne (depuis 2007). Une liaison entre Paris et Bruxelles par la ligne classique est toutefois relancée en 2024, avec le service Ouigo Train Classique.
Les derniers trains Corail Paris-Nord – Arras – Lille – Tourcoing ont circulé lors du service annuel 1999 – 2000, mais leur service avait déjà été sérieusement amputé à partir de 1996. Ce même type de trains a totalement disparu sur les régions de Lille et d'Arras, avec la suppression du Flandres-Riviera entre Lille-Flandres et Nice en 1999, puis celle du train Lunéa Lille – Nice en 2009, et le remplacement du matériel Corail Intercités par des rames TER entre Lille-Flandres et Charleville-Mézières. À partir de 1999, plus aucun train de voyageurs ne parcourt la ligne de bout en bout en service commercial régulier, situation qui perdure jusqu'à la création d'un TER Paris – Creil – Longueau – Lille en 2021.
Depuis les années 2000, les trains Intercités Paris – Boulogne via Amiens et Abbeville circulaient encore sur le tronçon Paris – Longueau, ainsi que les trains Paris – Maubeuge / Cambrai sur le tronçon Paris – Creil. Les TER assurent de plus en plus de dessertes en remplacement des Intercités, qui ont fini par disparaître ; ainsi, on trouve des TER Hauts-de-France notamment entre Paris et Amiens voire Calais, mais aussi entre Lille-Flandres et Amiens ou Paris-Nord. Enfin, les trains Transilien du RER D assurent la desserte locale Paris – Orry-la-Ville – Creil.
La ligne continue d'assurer depuis son ouverture un important trafic de marchandises, notamment sur la section Longueau – Arras. Elle permet de relier deux régions économiques majeures du pays, ce rôle connaissant un accroissement continu depuis l'ouverture du marché européen et la liaison ferroviaire avec la Grande-Bretagne, grâce au tunnel sous la Manche.
Elle constitue la ligne no 272 000 du réseau ferré national.

## Histoire

### Chronologie
- 7 janvier 1846 : ouverture du tronçon Paris – Pontoise (en fait, Paris – Épluches, première gare de Pontoise située à Saint-Ouen-l'Aumône).
- 25 janvier 1846 : inauguration de la section Paris – Clermont-de-l'Oise.
- 1er avril 1846 : ouverture des tronçons Arras – Lille et Arras – Valenciennes.
- 18 juin 1846 : ouverture du dernier tronçon Clermont – Arras.
- 10 mai 1859 : ouverture du nouvel itinéraire Saint-Denis – Creil jusqu'à Villiers-le-Bel.
- 1er juin 1859 : ouverture du nouvel itinéraire de Villiers-le-Bel jusqu'à Creil.
- 15 avril 1905 : quadruplement de la ligne de Paris-Nord à Survilliers.
- 7 janvier 1959 : inauguration de l'électrification en 25 kV – 50 Hz.
- Mai 1993 : ouverture de la LGV Nord jusqu'à Arras.
- Septembre 1993 : ouverture de la LGV Nord jusqu'à Lille.

### La ligne de Paris à la frontière belge
Le principe de l'établissement d'une ligne reliant Paris à la Belgique et au rivage de la Manche est admis comme prioritaire dès 1831. En 1834, le gouvernement charge Vallée, ingénieur des ponts et chaussées, de rapprocher les trois royaumes de France, de Belgique et d'Angleterre. Le 15 février 1838, le gouvernement présente aux Chambres un projet de loi où figure comme prioritaire la ligne de Paris à Lille avec embranchement vers Boulogne par la vallée de la Somme. Mais cette proposition échoue, car le financement n'est pas prévu pour cette ligne dont l'exécution aurait été prise en charge par l'État.

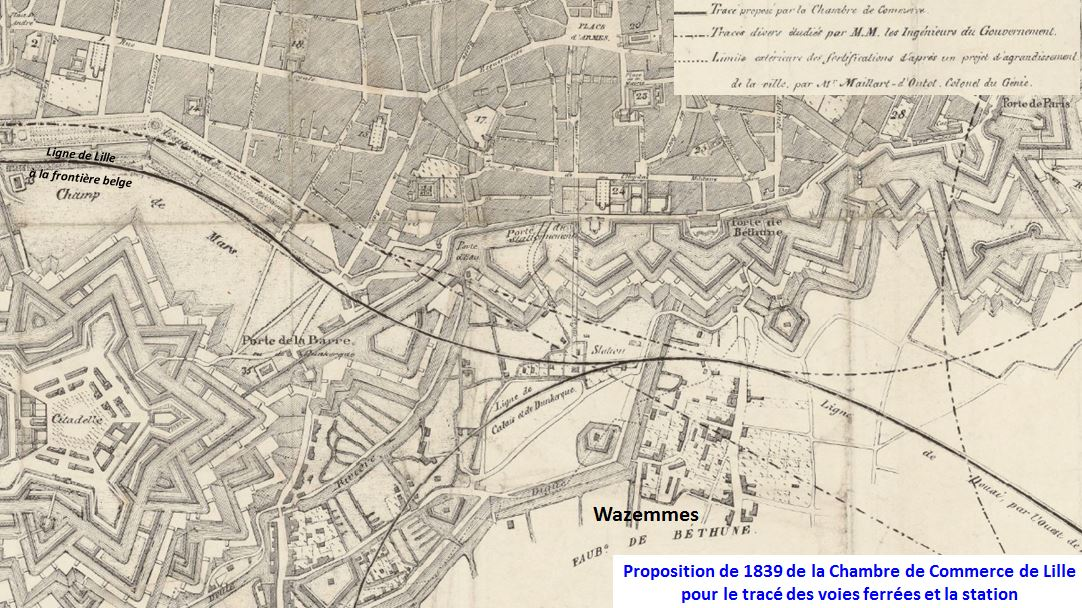
Proposition de tracé de la Chambre de Commerce de Lille, en 1839.

Un premier tracé fut proposé en 1839, par la Chambre de commerce de Lille, avec une station située au sud de la ville, entre l'enceinte fortifiée et la digue d'inondation, soit à l'emplacement de l'actuelle place de Strasbourg, à la jonction des futures lignes en provenance de Douai, Calais, Dunkerque et de la frontière belge. Ce projet avait le soutien de la commune de Wazemmes, sur le territoire de laquelle la station aurait été établie.
Une extension de l'enceinte fortifiée, envisagée à cette date, aurait englobé cette gare et le faubourg de la Barre, soit le territoire compris approximativement entre la citadelle à l'ouest, l'emplacement actuel de la rue Solférino au sud et l'actuelle place de République à l'est. Cet agrandissement était plus modeste que celui décidé en 1858, puisqu'il aurait laissé, hors de l'enceinte Esquermes, Moulins et la plus grande partie de Wazemmes. Les surfaces disponibles étaient cependant suffisantes pour les installations ferroviaires et le transbordement fluvial.
Le 11 juin 1842, une loi déclare d'utilité publique l'établissement d'un chemin de fer de Paris sur la frontière de Belgique et sur l'Angleterre. En 1843, Stephenson relance le projet, en élaborant un tracé différent de celui proposé en 1839, avec une arrivée à Lille non par le sud, près de Wazemmes, mais à l'est à Fives. Ce tracé est finalement adopté et exécuté par l'État. La ligne, longue de 338 kilomètres, relie Paris à la Belgique via Lille, avec un embranchement vers Valenciennes, en desservant Amiens, Arras et Douai. Les lignes Lille – Mouscron et Valenciennes – Quiévrain ont été préalablement ouvertes dès 1842, en liaison avec le réseau belge. Trois embranchements complémentaires sont prévus : Creil – Saint-Quentin par la vallée de l'Oise, Amiens – Boulogne par la vallée de la Somme et Lille – Calais avec un embranchement vers Dunkerque.
Dès 1843, les travaux débutent et progressent rapidement, la ligne étant dénuée de grands ouvrages d'art. Les tunnels ont par ailleurs été évités, celui de Marly-la-Ville en particulier, en détournant la ligne par la vallée de l'Oise à proximité de Pontoise. Si les viaducs sont peu nombreux et de faible ampleur, les passages à niveaux sont en revanche multiples, y compris sur les routes royales, l'État s'étant autorisé à franchir par ce biais des itinéraires majeurs comme les routes royales Paris – Amiens ou Paris – Calais par Beauvais.
Les terrassements sont a contrario de grande ampleur : pas moins de 1 850 000 mètres cubes de Paris à Clermont, et 2 000 000 de Clermont à Amiens, en particulier des tranchées dans les calcaires et la craie. Sur ce dernier tronçon, un faîte de cent-trente-cinq mètres de hauteur a été coupé, permettant de limiter la rampe entre les vallées de l'Arré et de la Noye. Parmi les principaux travaux de génie civil, on peut citer le creusement, délicat dans un terrain pierreux, d'une profonde tranchée de treize mètres de profondeur à Maubuisson, suivi peu après de la construction d'un pont en pierre de taille sur l'Oise, comportant trois arches. D'Amiens à Lille, les ouvrages d'art sont plus nombreux. Autour d'Amiens, le sol tourbeux des fonds de vallées a dû être consolidé de Boves à Corbie. Le pont en biais sur l'Escaut, avant l'arrivée à Valenciennes, figure parmi les principaux ouvrages d'art de la ligne.
Une quarantaine de gares jalonnent alors le parcours : Saint-Denis, Enghien, Épluches (située sur le territoire de Saint-Ouen-l'Aumône, et constituant, à l'époque, la première gare de Pontoise), Persan-Beaumont, Creil, Clermont, Amiens, Douai, Lille et Valenciennes figurent parmi les principales. Les stations d'Amiens et de Lille sont construites en impasse : les nécessaires rebroussements ralentissent le trafic voyageurs. Toutefois, des raccordements directs permettent aux convois de messageries et de malles-postes à destination de la Belgique et de l'Allemagne de les éviter.

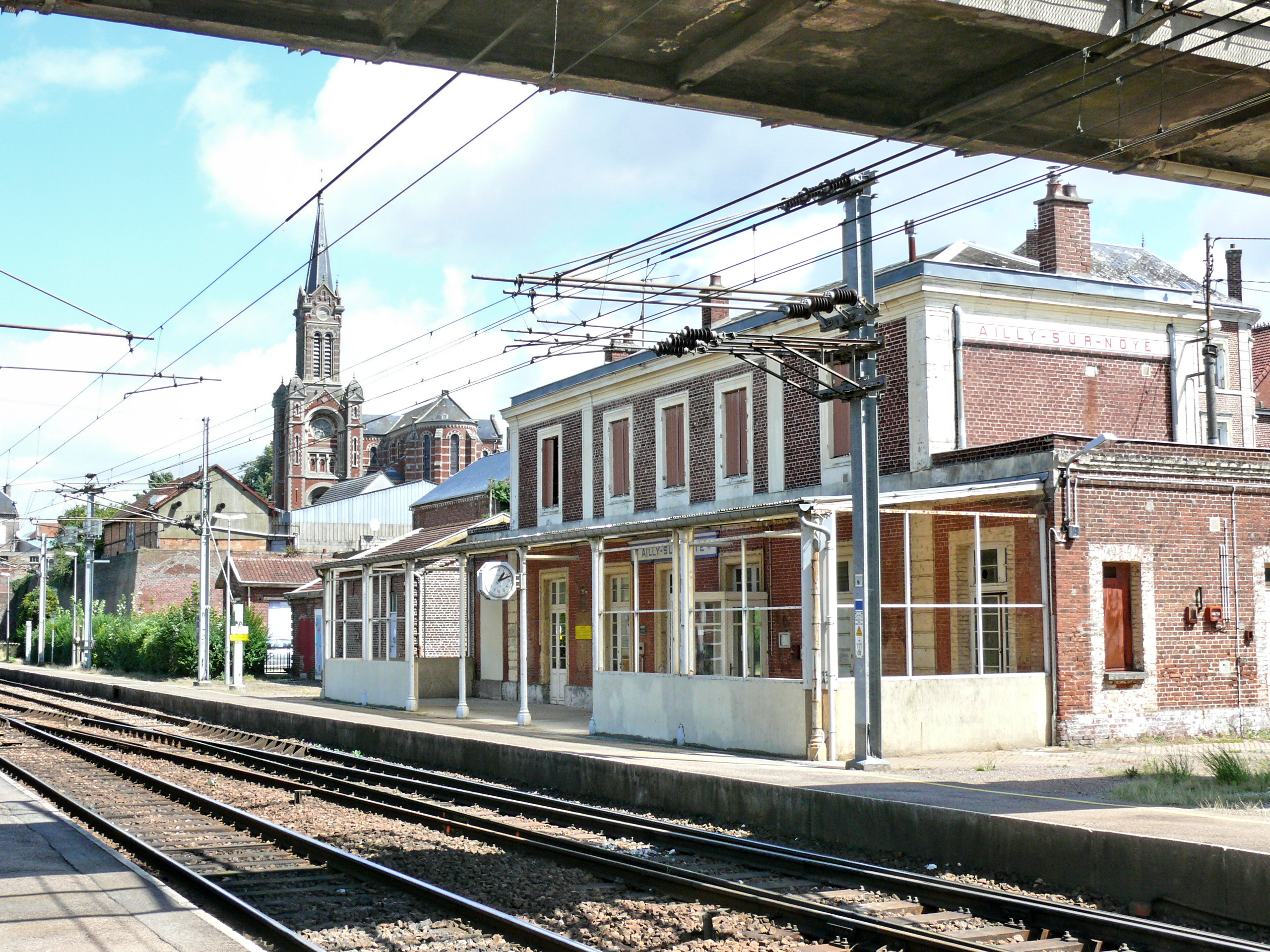
La gare d'Ailly-sur-Noye. La construction en briques est caractéristique du Nord de la France.

Les travaux, d'un coût total de soixante-seize millions de francs, sont dirigés par deux ingénieurs en chef : Onfroy de Breville, pour le tronçon Paris – Amiens, et Busche, d'Amiens à la frontière belge.
Une loi du 15 juillet 1845 autorise l'adjudication à une Compagnie du « chemin de fer de Paris à la frontière de Belgique, avec embranchement de Lille sur Calais et Dunkerque ». La concession pour une durée de 30 ans est adjugée le 9 septembre 1845 à Rothschild frères, Hottinguer, Lafitte et Blount. Cette adjudication est approuvée par une ordonnance royale le 10 septembre 1845. Les concessionnaires doivent assumer la totalité des dépenses de réalisation, soit de rembourser l'État des fonds avancés, et assurer l'exploitation de la ligne, dépense estimée à cent-cinquante millions de francs. Les concessionnaires fondent la Compagnie anonyme du chemin de fer du Nord, qui est approuvée par l'ordonnance royale du 20 septembre 1845. Cette compagnie résulte de la fusion de diverses sociétés, dont celles de Rothschild Frères, Hottinguer, Baring frères, Laffitte-Blount, D'Eichthal, Goüin, Malet frères, Pillet Will…
La Compagnie des chemins de fer du Nord, ainsi créée et constituée d'un capital de deux-cents millions de francs, prend livraison du premier tronçon réalisé de Paris à Saint-Ouen-l'Aumône près de Pontoise le 7 janvier 1846, y compris l'embarcadère de Paris-Nord. Quelques jours plus tard, les deux voies sont ouvertes jusqu'à Clermont, et la section Paris – Clermont est inaugurée le 25 janvier 1846. Le convoi officiel parcourt ce tronçon en trois heures, à la vitesse moyenne de 24 kilomètres à l'heure. Le 1er avril 1846, un autre tronçon est ouvert, entre Arras, Lille et Valenciennes.
La ligne est achevée en totalité et inaugurée avec faste selon la volonté du baron James de Rothschild, qui lance pas moins de trois mille invitations. Les célébrations de l'inauguration se déroulent dans l'enthousiasme général, du 13 au 16 juin, de Paris à Bruxelles. Les plus hautes personnalités de l'époque sont présentes, dont deux des fils du roi, Nemours et Montpensier, Odilon Barrot, Berlioz et son orchestre, Alexandre Dumas, Théophile Gautier, Victor Hugo, Ingres, Lamartine ou encore Mérimée. Un magnifique banquet est organisé à Lille, avec 1 700 convives et 28 300 assiettes, transportées depuis Paris, suivi d'une autre réception à Bruxelles, où le roi et la reine de Belgique accueillent les princes parmi les acclamations du peuple.
La ligne est ouverte le 18 juin 1846, neuf mois seulement après son adjudication. Elle passe alors par la vallée de Montmorency, avant de bifurquer vers le nord-est à Saint-Ouen-l'Aumône et de suivre la vallée de l'Oise. L'ouverture de la ligne permet la mise en œuvre d'un service international vers Bruxelles et Ostende : un convoi quitte Paris à 8 h 30 et parvient à 21 h à Bruxelles. Un train postal quitte Paris à 19 h, et atteint Amiens après de nombreux arrêts. Il parvient à Lille et Valenciennes à 5 h du matin le lendemain, 8 h à Gand, 9 h à Bruxelles. Du 21 juin au 1er septembre, une seule voie est disponible au-delà d'Amiens, provoquant des ralentissements ; le service devient plus tard assez régulier, seulement ralenti par l'excès de zèle des douaniers. Les tarifs sont très étudiés : pour Paris – Lille, ils sont de 28,6 francs, 21,55 francs et 16 francs, respectivement en 1re, 2e et 3e classe. Avec la vitesse, ils séduisent la clientèle, et permettent une rapide hausse du trafic voyageurs : fin 1847, la ligne a transporté quatre millions de voyageurs, ainsi que 3,5 millions de tonnes de marchandises.
À l'origine, les circulations Paris – Lille doivent effectuer un rebroussement en gare d'Amiens. En mars 1849, un raccordement direct est mis en service à Longueau, permettant un gain de temps et évitant de fastidieuses manœuvres. Toutefois, il a pour revers d'empêcher la desserte d'Amiens par les trains du courant Paris – Lille.

### L'itinéraire direct de Paris à Creil

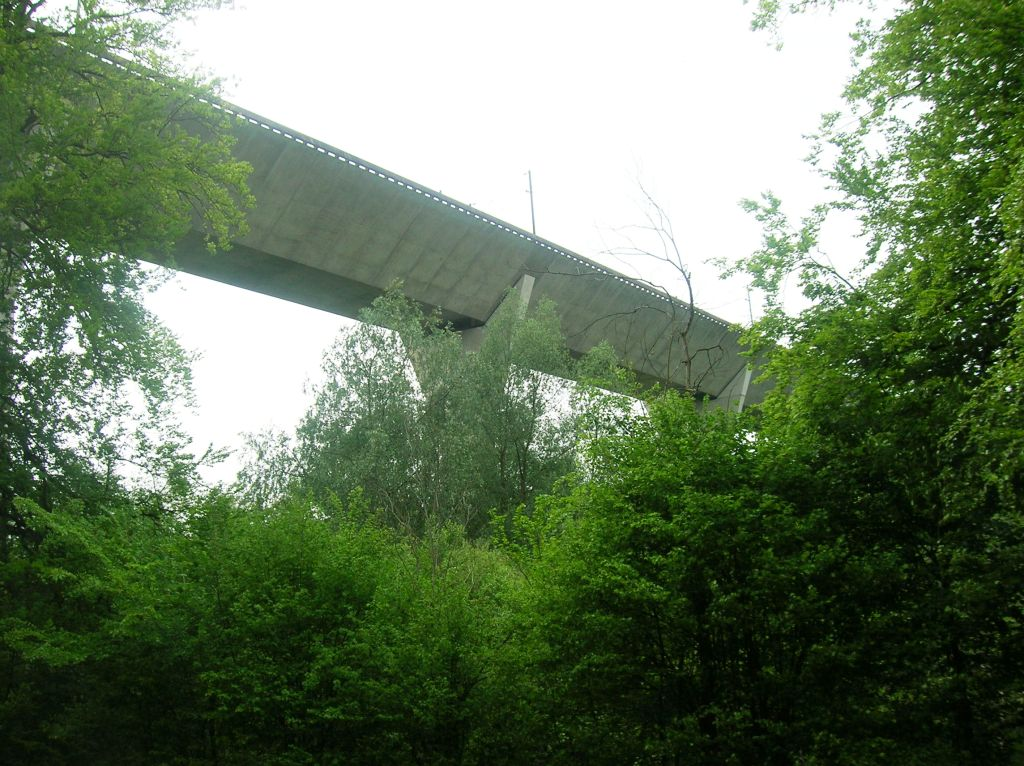
Le viaduc de Commelles, près d'Orry-la-Ville, construit de 1980 à 1984 en béton précontraint, remplace l'ouvrage à deux voies en maçonnerie construit par l'ingénieur Pinel entre 1856 et 1859 et constitué de 15 arches, chacune d'une portée de 19 m, et atteignant la hauteur maximale de 38 m.

Le succès de la ligne, tant pour les « grandes lignes » qu'en banlieue de Paris où le trafic se développe rapidement, entraîne une rapide saturation des voies. En effet, ce sont quatre voies qui relient Creil à la Belgique, via Lille d'une part, et Saint-Quentin d'autre part, qui se déversent sur les deux voies reliant Paris à Creil, déjà encombrées par le service de banlieue. Ainsi, l'itinéraire plus direct par la plaine de France et Chantilly, prévu à l'origine mais reporté en raison des coûteux travaux de génie civil à prévoir et des rampes plus sévères, est de nouveau d'actualité.
En 1835, l'ingénieur Vallée projette deux tracés pour relier Paris à Creil, ville considérée comme le point de divergence des deux grands itinéraires vers Lille et Saint-Quentin : un se dirigeant vers Pontoise via la vallée de Montmorency, puis suivant la vallée de l'Oise (celui finalement retenu) ; et un autre, plus direct, coupant la plaine de France et traversant la crête séparant les bassins de la Seine et de l'Oise par un long tunnel de 2 700 mètres, aux alentours de Marly-la-Ville. Le premier, retenu, bien que plus long d'une vingtaine de kilomètres, possède un profil en long plus favorable et évite la construction du tunnel de Marly dans des terrains difficiles, ce qui effraie les entrepreneurs de l'époque. Par ailleurs, il permet de constituer un tronc commun avec la ligne prévue de Paris à Rouen par les plateaux, qui ne sera jamais réalisée, l'itinéraire finalement retenu passant par la vallée de la Seine.
L'accroissement rapide de la puissance des machines permet d'éliminer relativement l'inconvénient de la longue rampe, ainsi que la réalisation du long tunnel prévu à l'origine du projet. Toutefois, cet itinéraire, plus court géographiquement, impose la réalisation de nombreux déblais et remblais, et surtout d'imposants ouvrages d'art, en particulier dans la traversée de la forêt de Chantilly afin de franchir les deux vallées encaissées de la Thève et le la Nonette. Dès 1845, la Compagnie du Nord envisage la réalisation d'un tronçon de Saint-Denis à Louvres, ainsi que son prolongement éventuel jusqu'à Creil, peu désireuse de voir cette région, située entre la ligne du Nord et la ligne de Strasbourg, investie par une compagnie concurrente si près de son réseau.
Ces considérations amènent le gouvernement à concéder le tronçon à la Compagnie du Nord, par une convention signée entre le ministre des Travaux publics et la Compagnie le 13 août 1853. Cette convention est approuvée par un décret impérial à la même date. Elle doit établir, dans un délai de cinq ans, un chemin de fer à double voie, dont la dépense est évaluée à quinze millions de francs. Les études s'achèvent et sont approuvées en avril 1855. Le tracé affronte une différence d'altitude de 78 mètres entre Saint-Denis et le point culminant de la ligne, 23 kilomètres plus au nord, suivi d'une dénivellation de 102 mètres, sur les 21 derniers kilomètres. En 1857, le chantier, dirigé par l'ingénieur de la compagnie François Hippolyte Désiré Mantion, est lancé en plusieurs points du tracé. Ce tronçon possède plusieurs ouvrages d'art d'importance, dont deux viaducs et un pont important sur l'Oise ; il est de plus le plus chargé en terrassements, avec pas moins d'un million de mètres cubes de terre déplacée, ce qui en fait le plus coûteux de tout le réseau de la Compagnie du Nord.
La ligne se détache de l'itinéraire Paris – Lille originel après la gare de Saint-Denis, près du fort de la Briche, coupe tout droit à travers le plateau calcaire du pays de France. Après la gare de Louvres, elle se dirige vers le nord et franchit le faîte par deux grandes tranchées. Le tracé se dirige alors vers l'Oise à travers une zone boisée, sur un sol peu résistant de sables et d'argile. La vallée de la Thève, à proximité des étangs de Commelles, est franchie par un viaduc de quarante mètres de hauteur et de 331 mètres de long, constitué de quinze arches en plein cintre, réalisé en maçonnerie creuse afin d'alléger les piles qui reposent sur un sol mouvant. Après la gare de Chantilly, un autre viaduc, le plus important du tronçon, permet à la ligne de franchir la vallée de la Nonette. Long de 440 mètres et haut de 21 mètres, il est établi sur un sol tourbeux. Ses piles reposent sur 2 200 pieux en bois de chêne, enfoncés à vingt mètres de profondeur, afin de l'asseoir solidement. Peu avant la jonction avec l'ancien itinéraire, entre Saint-Leu-d'Esserent et Creil, la ligne franchit l'Oise par un pont biais en pierre, de 330 mètres de long et de 40 mètres de haut. Le remblai, dont la masse pèse trop lourdement sur la première culée du pont, impose la réalisation d'une maçonnerie voûtée.
Le nouvel itinéraire de Saint-Denis à Creil, long de quarante-trois kilomètres, est mis en service le 10 mai 1859 jusqu'à Villiers-le-Bel, puis le 1er juin 1859 jusqu'à Creil, n'accordant plus dès lors qu'un rôle de desserte secondaire à l'ancien itinéraire via Enghien-les-Bains et Saint-Ouen-l'Aumône près de Pontoise. Le trajet de Paris à Creil s'effectue dorénavant en cinquante minutes par les rapides de première classe, une heure quarante par les omnibus, ce qui permet un gain de temps de trente minutes sur le trajet par Pontoise. Outre le gain de temps, le raccourcissement du trajet, de dix-sept kilomètres, permet aux voyageurs une économie de deux francs sur le billet de première classe.

### Le quadruplement de Paris à Orry-la-Ville

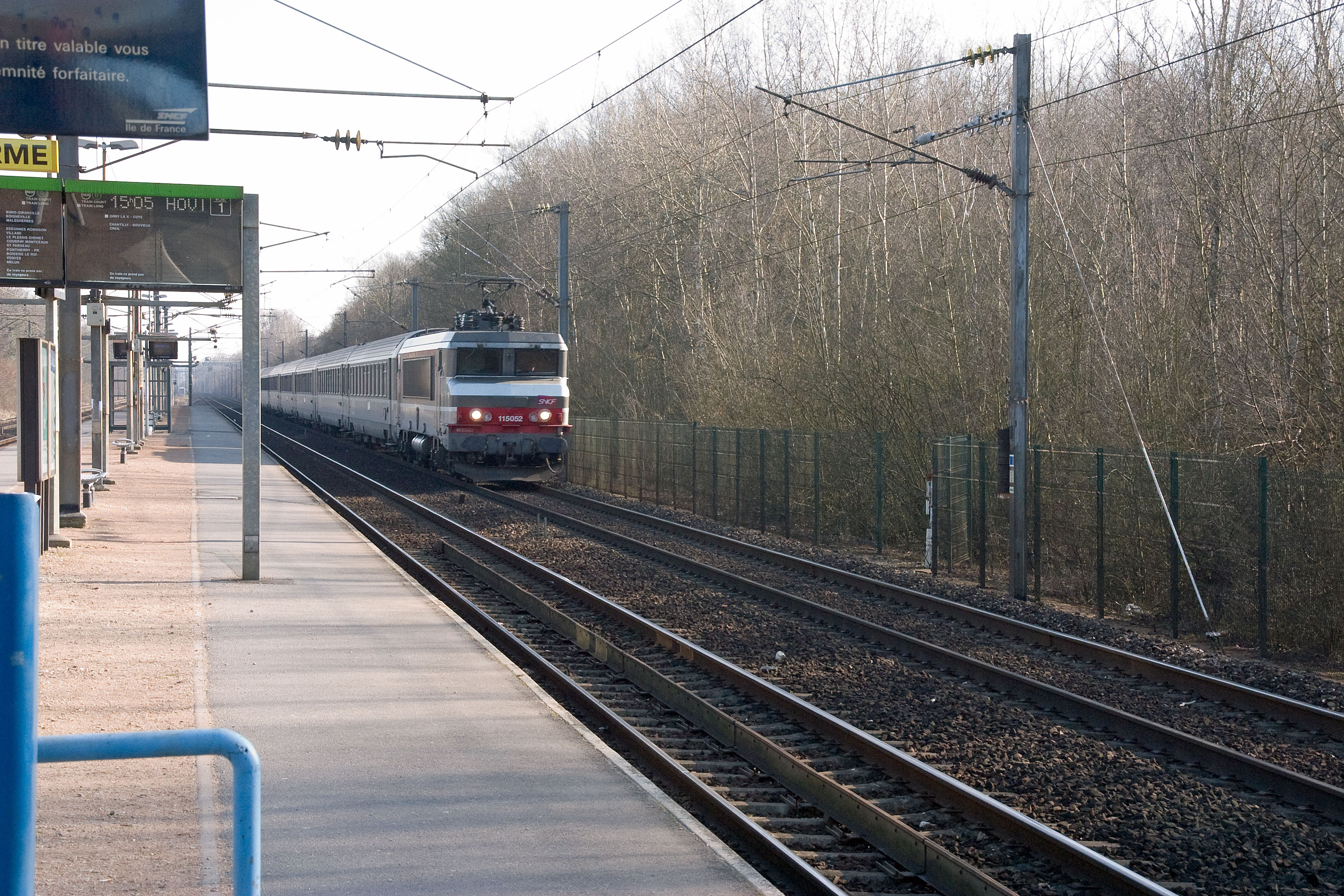
La ligne est aujourd'hui quadruplée jusqu'à Orry-la-Ville. En forêt de Chantilly, les voies rapides encadrent les voies locales empruntées par la ligne D du RER. Ici, une BB 15000 tracte des en direction de la Picardie.

Avec 160 à 180 circulations par jour dès la fin du XIXe siècle, la coexistence de rapides et express avec une desserte de type banlieue omnibus, entre Paris et Creil, connaît des difficultés croissantes. Le succès de la ligne entraîne de nécessaires augmentations de capacité afin d'assurer une meilleure régularité. Le quadruplement de la ligne est envisagé de Paris à Creil sur cinquante kilomètres, mais le projet se limite très vite à Paris – Survilliers, soit une trentaine de kilomètres, pour cause d'économie, mais aussi parce que cette gare constitue un terminus de banlieue intermédiaire.
L'avant-projet est pris en considération le 7 janvier 1901, et la déclaration d'utilité publique est publiée par décret le 28 mars 1902. Le quadruplement des voies prend la forme de deux doubles voies parallèles ; celles de l'ancienne ligne, réservées au trafic banlieue, sont situées du côté ouest tandis que deux nouvelles voies directes, situées du côté est, sont affectées aux trains rapides, sans quais de desserte des gares intermédiaires et seulement dotées de simples communications de secours. Les nouvelles voies sont mises en service le 15 avril 1905. À cette occasion, la Compagnie des chemins de fer du Nord modernise les anciennes voies avec généralisation du block-system, diminution de la longueur des cantons et suppression de tous les passages à niveau. Peu après la gare de Survilliers, à La Chapelle-en-Serval, un saut-de-mouton permet le reclassement des voies paires et impaires.
Durant les années 1920, le réseau de la banlieue nord souffre de plusieurs défauts qui rendent la desserte insuffisante. Alors que le réseau Ouest connaît une importante modernisation avec l'électrification partielle, la mise en place d'automotrices modernes ainsi que d'un service à horaires cadencés, le réseau Nord reste peu adapté à une desserte de type banlieue. La traction vapeur est maintenue, les gares sont trop espacées, les terminus intermédiaires sont trop peu capacitaires et le nombre de voies de réception à la gare du Nord est insuffisant. Une première amélioration est néanmoins mise en place avec la mise en service de rames réversibles et de locomotives à vapeur plus puissantes possédant de meilleures accélérations.
La ligne souffre par ailleurs des deux conflits mondiaux. Lors de la Première Guerre mondiale, une large partie de la ligne est au cœur des combats, ce qui entraîne de nombreuses destructions. Lors de la Seconde Guerre mondiale, les Allemands en retraite font sauter à l'explosif de nombreux ponts et viaducs autour de la capitale, la nuit du 25 au 26 août 1944 : le viaduc de la Canardière à Chantilly, ainsi que tous les ponts sur l'Oise dont celui de Laversine sont coupés. Le trafic est fortement désorganisé ; seule la ligne Paris – Hirson est alors entièrement praticable sur le réseau Nord au départ de Paris. La ligne est rouverte dans son intégralité le 30 septembre 1945.

### L'électrification Nord-Paris

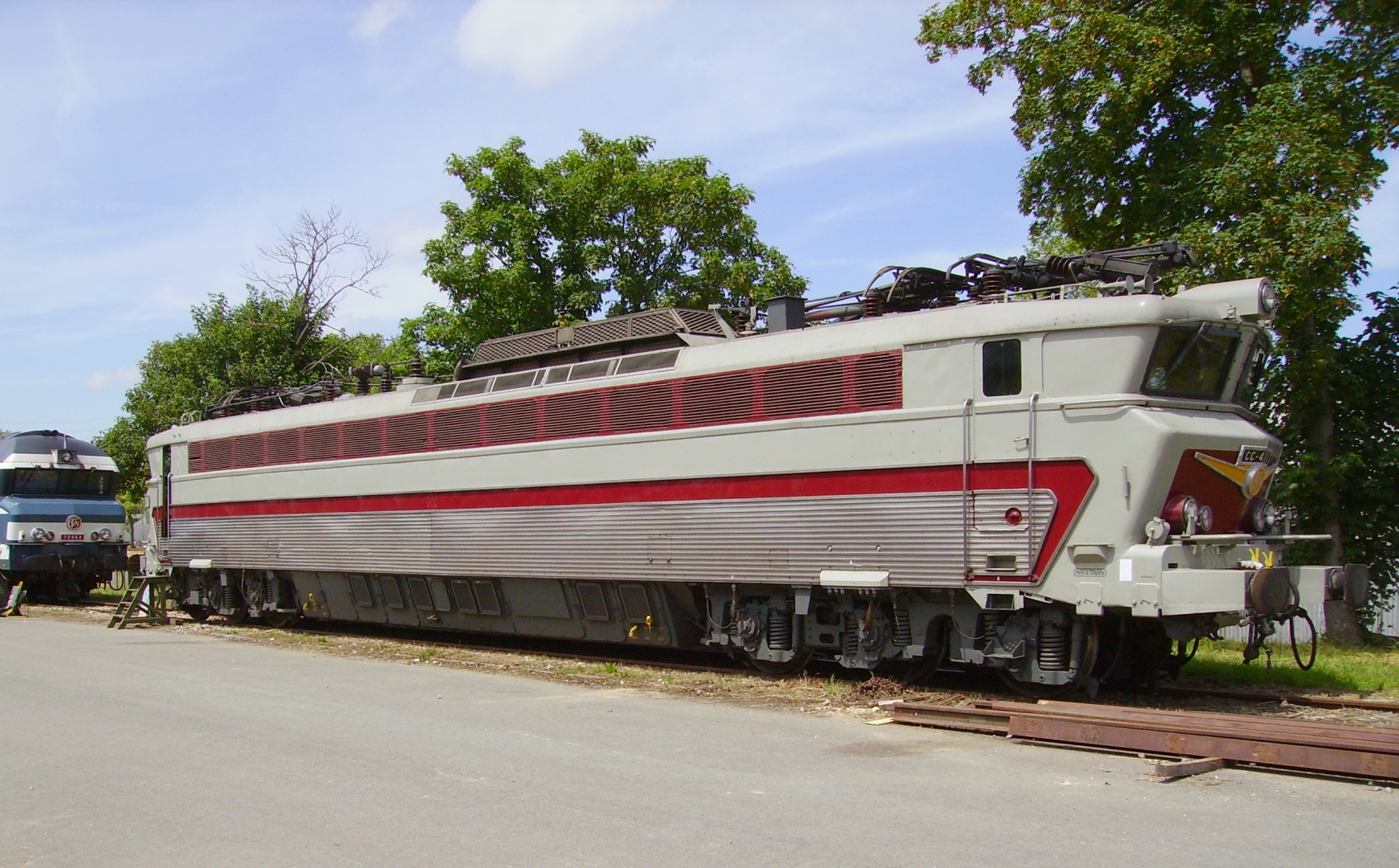
Une locomotive quadritension type CC 40100, emblématique de la ligne Paris – Bruxelles, de 1964 jusqu'à la mise en service des TGV Thalys.

Contrairement au Sud-Ouest ou à la ligne Paris – Lyon, l'électrification des grands axes du Nord et de l'Est de la France arrive avec un certain retard. Cette situation s'explique par la présence de riches gisements de charbon sur place, et plus encore par la réticence des autorités militaires vu la proximité de frontières souvent violées, un réseau électrifié étant considéré, à tort, comme plus fragile en cas de destructions. Toutefois, la pertinence économique et technique de l'électrification est démontrée, et l'artère Nord-Est entre Valenciennes et Conflans - Jarny est électrifiée. En seconde étape, l'électrification est poussée jusqu'à Lille, au nord, et autour des étoiles de Thionville et Metz, à l'est.
Le gouvernement décide en juillet 1954 d'électrifier la ligne Paris – Lille, ainsi que son itinéraire alternatif via Verberie et diverses lignes du Nord-Pas-de-Calais, aux trafics voyageurs et fret particulièrement élevés, soit au total 547 km de ligne dont 12 à voie unique. Le réseau Nord profite alors des progrès accomplis en la matière, avec la maîtrise du courant industriel 25 kV – 50 Hz, dont il est le second à bénéficier après le réseau Est. Au milieu des années 1950, l'axe Paris – Lille voit circuler 10 000 voyageurs par jour, soit 600 millions de voyageurs-kilomètres, auquel il faut ajouter le trafic en direction de la Grande-Bretagne jusqu'à Amiens, ainsi qu'un trafic fret assez diversifié : denrées agricoles, produits manufacturés, produits métallurgiques, dont dix millions de tonnes de houille par an.
Les habituels avantages attendus de l'électrification sont l'accélération des circulations voyageurs grâce aux meilleures performances des locomotives électriques, et l'accroissement du tonnage, tant pour les voyageurs en évitant les dédoublements de trains en période de pointe, que pour les marchandises, une locomotive de type CC pouvant emmener de 2 000 à 2 400 t de fret. Six sous-stations sont réalisées à Saint-Denis, Creil, Gannes, Lamotte (près de Longueau), Achiet et les Terres-Noires (près de Douai), toutes commandées à partir du central de Douai. Les installations sont modernisées à l'occasion, notamment la signalisation ainsi que plusieurs postes d'aiguillage, remplacés par des postes d'aiguillage tout relais à transit souple (PRS) de la 1re génération (type Montereau). Deux sauts-de-mouton sont également réalisés, un au sud de Creil, dit de Laversine, évitant les cisaillements des courants Paris – Lille et Paris – Saint-Quentin – Bruxelles en gare de Creil, et un à Lille, dit de Becquerel. Enfin, de profonds remaniements du plan des voies ont lieu dans les gares de Paris-Nord et Lille.
Les travaux démarrent en 1955 et sont activement menés. La ligne Paris – Lille via Creil est mise sous tension en plusieurs étapes : en octobre 1957 sur le tronçon Somain – Douai – Ostricourt (Lens), en février 1958 sur le tronçon Douai – Longueau, et enfin le 9 décembre 1958 sur le tronçon Longueau – Paris-Nord. L'inauguration officielle de l'électrification par Robert Buron, ministre des Travaux Publics, des Transports et du Tourisme, a lieu le 7 janvier 1959. Le train inaugural est tracté par la BB 16009. Elle est suivie par les lignes Creil – Bruxelles via Compiègne et Paris – Mitry – Crépy-en-Valois en 1963.
D'importants travaux connexes sont engagés à Paris-Nord et dans son avant-gare, avec l'ouverture d'un important poste d'aiguillage tout relais à transit souple. En outre, deux points d'arrêt sont créés sur la ligne, à Garges - Sarcelles et Les Noues, afin de desservir des zones d'habitat collectif en plein développement. Un terminus central de zone est également établi à la gare de Villiers-le-Bel - Gonesse - Arnouville, équipée à l'occasion d'un PRS.

### La ligne depuis les années 1960
Afin de prolonger le service de banlieue de quatre kilomètres, la section La Chapelle-en-Serval – Orry-la-Ville est quadruplée en mai 1962, ce qui permet de prolonger les trains de Survilliers à Orry. Un poste d'aiguillage tout relais à transit souple (PRS) est également intégré au bâtiment voyageurs de la gare d'Orry-la-Ville et une nouvelle halte est créée à La Borne Blanche. Plus au sud, un terminus central intermédiaire est réalisé à Goussainville, avec des voies de garage supplémentaires. L'ensemble est mis en service, avec un nouveau PRS, le 6 décembre 1964.
Au début des années 1980, l'augmentation du trafic provoque la saturation du tronçon Paris – Creil. Afin d'en augmenter la capacité, la section d'Orry à Chantilly est triplée : cette augmentation du nombre de voies impose la reconstruction du viaduc de Commelles. En 1982, un nouveau viaduc en béton précontraint est réalisé à côté du premier. Avec ses 380 mètres de longueur et ses poutres cantilever de 45 mètres de portée, il est, à l'époque, le plus long pont-rail pour quatre voies électrifiées,. En 1985, l'ancien viaduc en pierre, devenu sans objet, est détruit à l'explosif. Il n'en subsiste depuis que les fondations.

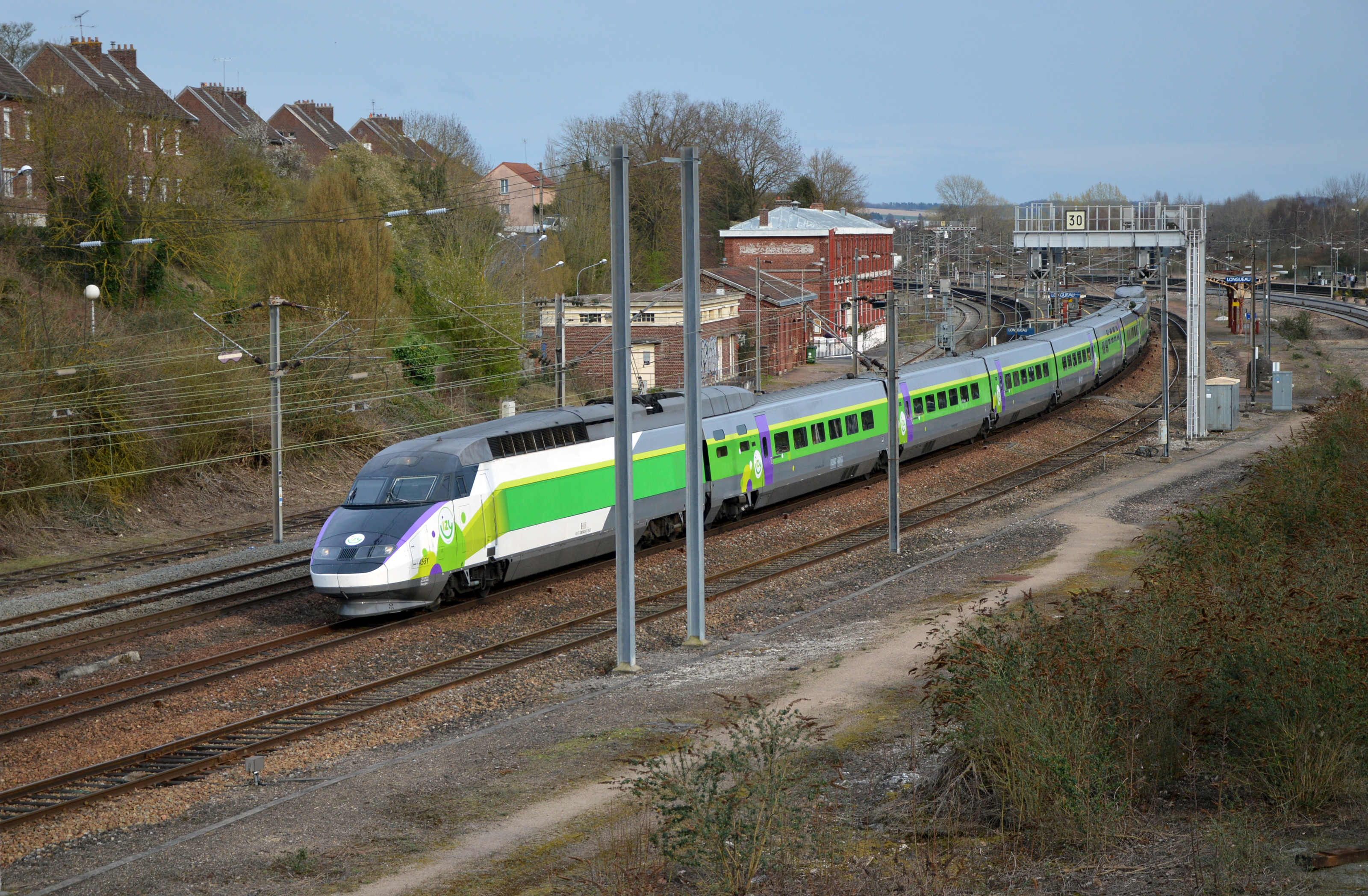
La rame TGV Réseau tricourant no 4551 en livrée Izy, traversant la gare de Longueau en avril 2016.

Mais la ligne connaît sa plus importante transformation avec l'ouverture de la LGV Nord, en 1993. De grands travaux de réaménagement sont engagés à Paris-Nord et dans son avant-gare, et une cinquième voie est posée entre Pierrefitte et la nouvelle bifurcation de Gonesse, vers la ligne à grande vitesse. En 1995 et 1996, les services Eurostar puis Thalys sont lancés, faisant perdre à la ligne classique ses trains les plus nobles, en détournant la quasi-totalité du trafic voyageurs entre Paris et le Nord, puis le Benelux et l'Allemagne. Elle ne voit circuler depuis que les « Corail », devenus « Intercités » (remplacés par des TER le 1er janvier 2019), en direction des Hauts-de-France, ainsi que les trains de la ligne D du RER, ceux des TER Hauts-de-France (TER Picardie et TER Nord-Pas-de-Calais jusqu'en 2017), mais également le Venise-Simplon-Orient-Express en provenance ou à destination de Calais (jusqu'en novembre 2023). Néanmoins, des liaisons Paris – Bruxelles à bas coûts, nommées Izy et opérées par Thalys, utilisent la ligne entre avril 2016 et juillet 2022, sur la section comprise entre la gare du Nord et le raccordement à la LGV au nord d'Arras.

## La ligne

### Tracé

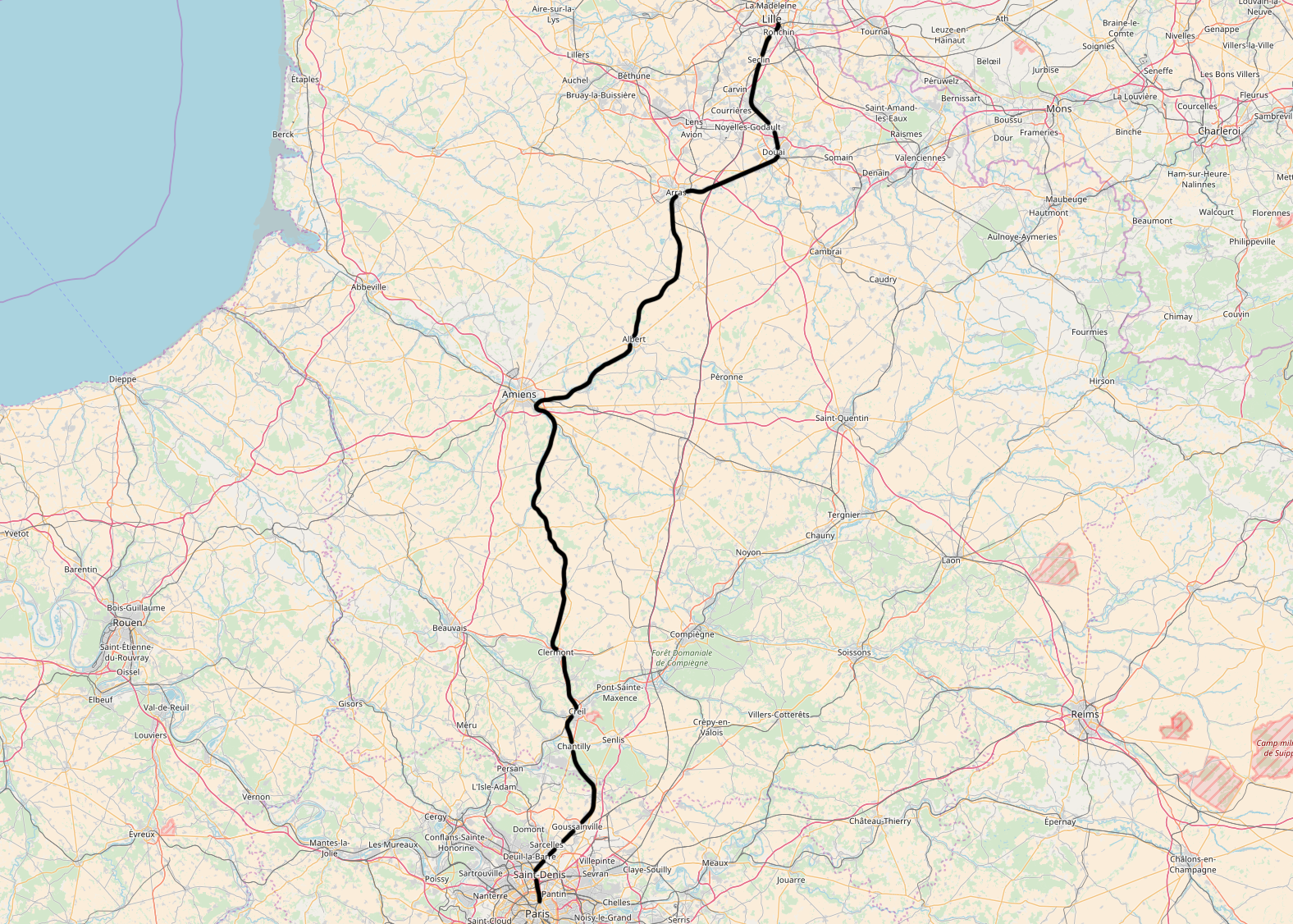
Carte du tracé de la ligne.

La ligne Paris – Lille quitte la gare de Paris-Nord en direction du nord sur six kilomètres jusqu'à Saint-Denis. Elle s'incurve alors en direction du nord-est et traverse la plaine de France, en rampe continue de 5 mm/m. Parvenue à hauteur de Marly-la-Ville, dans le Val-d'Oise, elle se réoriente vers le nord, puis s'incurve en direction du nord-ouest, et redescend jusqu'à Creil et la vallée de l'Oise en pente de 5 mm/m. Après Survilliers, elle se situe en région Hauts-de-France. Après avoir traversé la forêt de Chantilly, ainsi que les vallées de la Thève, puis de la Nonette et enfin de l'Oise grâce à des viaducs, elle parvient en gare de Creil où elle se sépare de l'axe Paris – Saint-Quentin – Bruxelles (ligne Creil – Jeumont).
La ligne se dirige alors en direction du nord, en remontant la vallée de la Brêche, desservant au passage Clermont et Saint-Just-en-Chaussée. Après une traversée du plateau picard, elle redescend alors jusqu'à la vallée de la Somme à travers celle de la Noye et atteint Longueau, point de bifurcation vers Amiens à l'ouest. La ligne s'incurve alors vers le nord-est et suit la vallée de la Somme jusqu'à Corbie, puis de l'Ancre, desservant Albert. Elle s'établit de nouveau sur le plateau picard. À Achiet-le-Petit, elle pénètre dans l'ancienne région Nord-Pas-de-Calais et atteint Arras.
Le tracé s'oriente alors vers le nord-est et suit la vallée de la Scarpe, en ligne droite sur une grande majorité du parcours jusqu'à Douai. La ligne se réoriente vers le nord-ouest, puis après une légère courbe, continue plein nord. En ligne droite entre Libercourt et Ronchin, la ligne traverse la forêt de Phalempin. Après avoir rejoint l'étoile ferroviaire lilloise, elle atteint la gare en impasse de Lille-Flandres.

### Gares ouvertes aux voyageurs
L'ensemble des gares ouvertes au trafic des voyageurs, dans les années 2020, est listé dans le tableau ci-dessous.
Les gares mentionnées en caractères gras sont celles desservies par des trains de « grandes lignes ». Par ailleurs, toutes les dessertes TER de la ligne sont conventionnées par la région Hauts-de-France.
La disposition de l'ensemble des gares (y compris celles fermées aux voyageurs), ainsi que leurs points kilométriques respectifs, sont indiqués sur le schéma de la ligne.

### Ouvrages d’art
Le pont sur le canal Saint-Denis, à Saint-Denis, ainsi que les deux grands viaducs de Commelles (398 m) et de la Canardière (443 m), à Chantilly, puis le pont de Laversine franchissant l'Oise, long de 98 mètres, constituent les principaux ouvrages d'art remarquables du tracé. Ils sont tous situés entre Paris et Creil.

### Équipement
La ligne est électrifiée comme tout le réseau Nord en 25 kV – 50 Hz monophasé, équipée du block automatique lumineux, du contrôle de vitesse par balises (KVB) et d'une liaison radio sol-train sans transmission de données.

### Vitesses limites
Le profil de la ligne, en général favorable, autorise des vitesses de l'ordre de 160 km/h, hormis en zone urbaine dense ou sur certains points singuliers du tracé.
Les vitesses limites de la ligne en 2021, pour les trains V 160 et V 200, en sens impair, et sur les voies directes de Paris-Nord à Lille-Flandres, sont indiquées dans le tableau ci-dessous ; toutefois, les trains de certaines catégories, comme les automotrices de banlieue ou les trains de marchandises, sont soumis parfois à des vitesses limites plus faibles.
| De (PK)                              | À (PK)                               | Limite (km/h)          |
| ------------------------------------ | ------------------------------------ | ---------------------- |
| Paris-Nord                           | Pont Doudeauville (PK 0,9)           | 60                     |
| Pont Doudeauville (PK 0,9)           | Portique des Joncherolles (PK 6,9)   | 120                    |
| Portique des Joncherolles (PK 6,9)   | Garges - Sarcelles (PK 12,1)         | 160                    |
| Garges - Sarcelles (PK 12,1)         | Bif. de Gonesse (PK 15,8)            | 160 (200 pour TGV)     |
| Bif. de Gonesse (PK 15,8)            | Bif. de Laversine (PK 45,7)          | 160                    |
| Bif. de Laversine (PK 45,7)          | Creil (PK 50,3)                      | 150 (160 en sens pair) |
| Creil (PK 50,3)                      | PK 50,5                              | 150                    |
| PK 50,5                              | Bif. de Bonvilliers (PK 51,7)        | 120                    |
| Bif. de Bonvilliers (PK 51,7)        | PK 78,2                              | 160                    |
| PK 78,2                              | PK 80,3                              | 150                    |
| PK 80,3                              | PK 122,8                             | 160                    |
| PK 122,8                             | Longueau (Bif. de Camon) [PK 129,6]  | 120                    |
| Longueau (Bif. de Camon) [PK 129,6]  | Bif. d'Agny (PK 187,8)               | 160                    |
| Bif. d'Agny (PK 187,8)               | Arras (PK 192,1)                     | 130                    |
| Arras (PK 192,1)                     | Bif. de Saint-Éloi (PK 215,4)        | 160                    |
| Bif. de Saint-Éloi (PK 215,4)        | Douai (PK 218,5)                     | 110                    |
| Douai (PK 218,5)                     | Portique « Pont supérieur de Fives » | 160                    |
| Portique « Pont supérieur de Fives » | Lille-Flandres (PK 250,9)            | 30                     |

Les vitesses limites sur les voies locales de Paris à Orry-la-Ville, notamment empruntées par les trains de la ligne D du RER, sont indiquées dans le tableau ci-dessous.
| De (PK)                            | À (PK)                             | Limite (km/h) |
| ---------------------------------- | ---------------------------------- | ------------- |
| Paris-Nord                         | Portique des Joncherolles (PK 6,9) | 90            |
| Portique des Joncherolles (PK 6,9) | Villiers-le-Bel (PK 14,8)          | 110           |
| Villiers-le-Bel (PK 14,8)          | La Borne-Blanche (PK 33,2)         | 140           |
| La Borne-Blanche (PK 33,2)         | Orry-la-Ville (PK 35,0)            | 120           |
| Orry-la-Ville (PK 35,0)            | Chantilly - Gouvieux (PK 40,9)     | 140¹          |
| Chantilly - Gouvieux (PK 40,9)     | Creil (PK 50,3)                    | 150²          |

(¹) Sur la voie « M » centrale. La jonction vers les voies principales en direction de Creil est limitée à 30 km/h.
(²) Les trains du RER D sont limités à 140 km/h, et les trains de fret à 110 km/h.

## Trafic

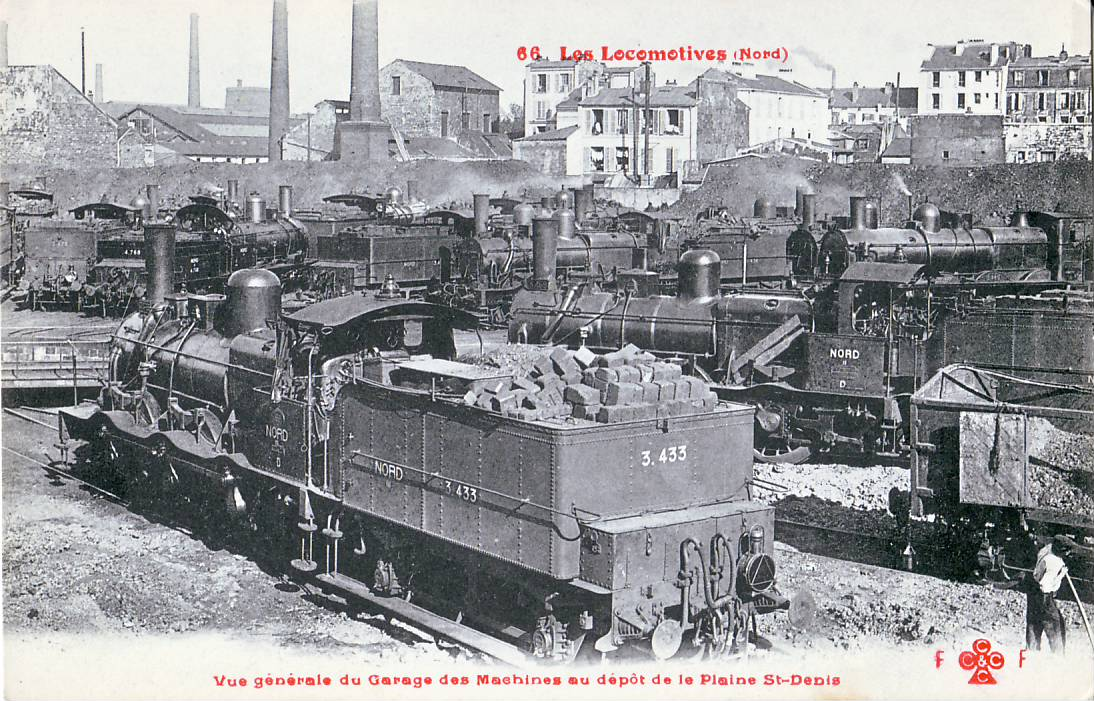
Le garage des machines au dépôt de La Plaine, vers 1910.

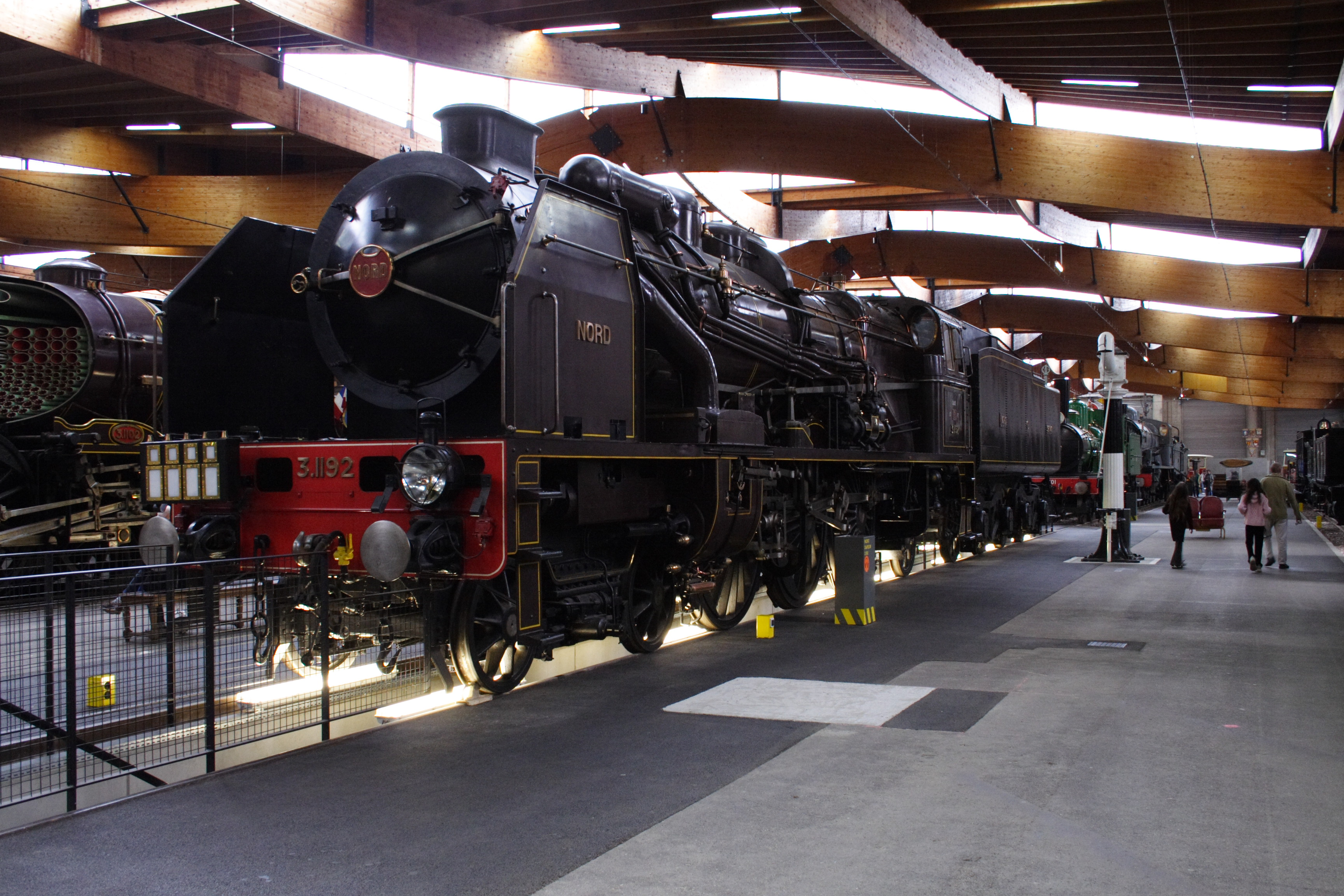
Une locomotive Pacific Chapelon Nord de 1936, aujourd'hui à la Cité du train de Mulhouse.

### La traction vapeur
Le parc initial, comprenant trente locomotives de type 111, construites par William Buddicom, laisse rapidement la place aux Crampton, d'un poids adhérent de 12,6 t, qui se voient confier les meilleurs trains dès 1849. À cette époque, le trajet Paris – Lille via Pontoise nécessite 6 h 15 min. Dès 1852, la Compagnie du Nord procède à des modifications du système de freinage sur ses voitures, autorisant la vitesse de pointe de 120 km/h. En 1854, la mise en service des Crampton permet de ramener le temps de trajet à 4 h 50 min / 5 h 15 min. Le nouvel itinéraire via Chantilly ouvert en 1859, diminue encore le temps de parcours, à 4 h 30 min.
Améliorées par diverses modifications, les Crampton assurent un service fiable et rapide durant deux décennies, assurant à la Compagnie du Nord une réputation justifiée de vitesse. Toutefois, les évolutions rapides de l'industrie amènent un nouveau type de machines, plus puissantes, qui relèguent les Crampton aux dessertes moins nobles : les 220 Nord 2.834 à 2.911 ou Outrance. Disposant d'un poids adhérent de 25 t, elles sont livrées de 1871 à 1885. Ces machines robustes tractent, jusqu'en 1895, les express de 200 t à 90 km/h.
Les 220 compound, mises en service de 1891 à 1897, les remplacent et assurent des marches à une vitesse moyenne proche de 90 km/h, permettant à un train de 300 t de relier Lille à Paris en 3 h 30 min. Mais l'arrivée de voitures à bogies et à intercirculation, accroissant notablement le poids des trains, les met en difficulté. Elles sont alors remplacées à leur tour dès 1900 par les Atlantic, locomotives puissantes diminuant de nouveau le temps de parcours à un peu moins de 3 h avec une charge de 250 t, confirmant la réputation de vitesse de la Compagnie.
Il faut attendre 1924 pour voir les Atlantic concurrencées par un nouveau type de machine. La Compagnie commande en effet quarante Pacific, d'une puissance de 2 500 chevaux. D'un comportement similaire aux Atlantic, elles emmènent en revanche des convois de 600 à 650 t, raflant les rapides et express aux Atlantic. Avec une charge de 350 à 400 t, ces machines abattent la rampe de Survilliers à 110 km/h.
Au printemps 1934, la Compagnie reçoit ses vingt premières Pacific Chapelon. La puissance de ces machines Pacific, modifiées par l'ingénieur André Chapelon, convainc la Compagnie qui commande d'autres locomotives du même type, portant le parc à 48 machines en 1938. Avec une charge de 500 t, une Chapelon couvre le trajet Paris – Arras en 1 h 50 min. La petite série 232 R et 232 S Hudson complète l'effectif, à partir de 1940. La Compagnie du Nord reste fidèle à sa réputation de vitesse : elle autorise ses 231 à la vitesse limite de 130 km/h en cas de retard, contre 120 km/h pour toutes les autres locomotives. Cette disposition n'est toutefois permise qu'entre Creil et Arras, alors la seule section de la ligne équipée du block automatique lumineux.
À partir de 1952, les Mountain 241 P complètent le parc et assurent les express lourds : d'une puissance de 3 500 chevaux, ces machines passent la rampe de Survilliers à 110 km/h, avec une charge de 750 à 780 t. Mais à la fin des années 1950, la traction vapeur laisse la place à la traction électrique, tournant une page de l'histoire du réseau Nord.

### La traction diesel
Si la traction vapeur demeure la norme sur la ligne jusqu'à la fin des années 1950, des rames Diesel y circulent également durant deux décennies. À partir de 1934, les trains automoteurs rapides (TAR) relient Paris à Lille à la vitesse de pointe de 140 km/h, contre généralement 120 km/h pour les trains à vapeur, vitesse maximale admise, sauf rare exception, sur le réseau français jusqu'aux années 1950. Ces circulations prennent fin avec l'électrification de la ligne.

### La traction électrique

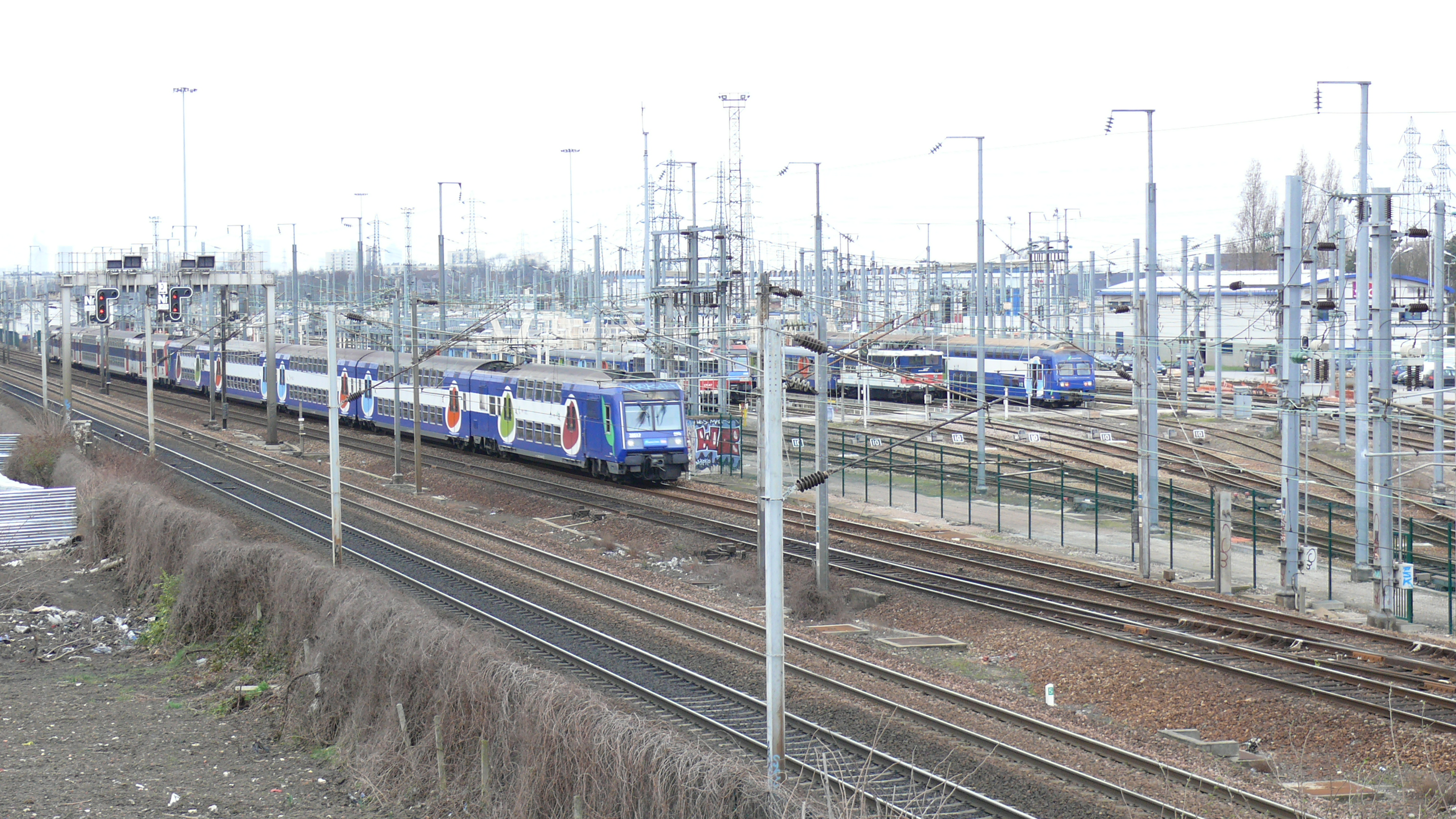
La ligne en proche banlieue parisienne, au droit du dépôt des Joncherolles.

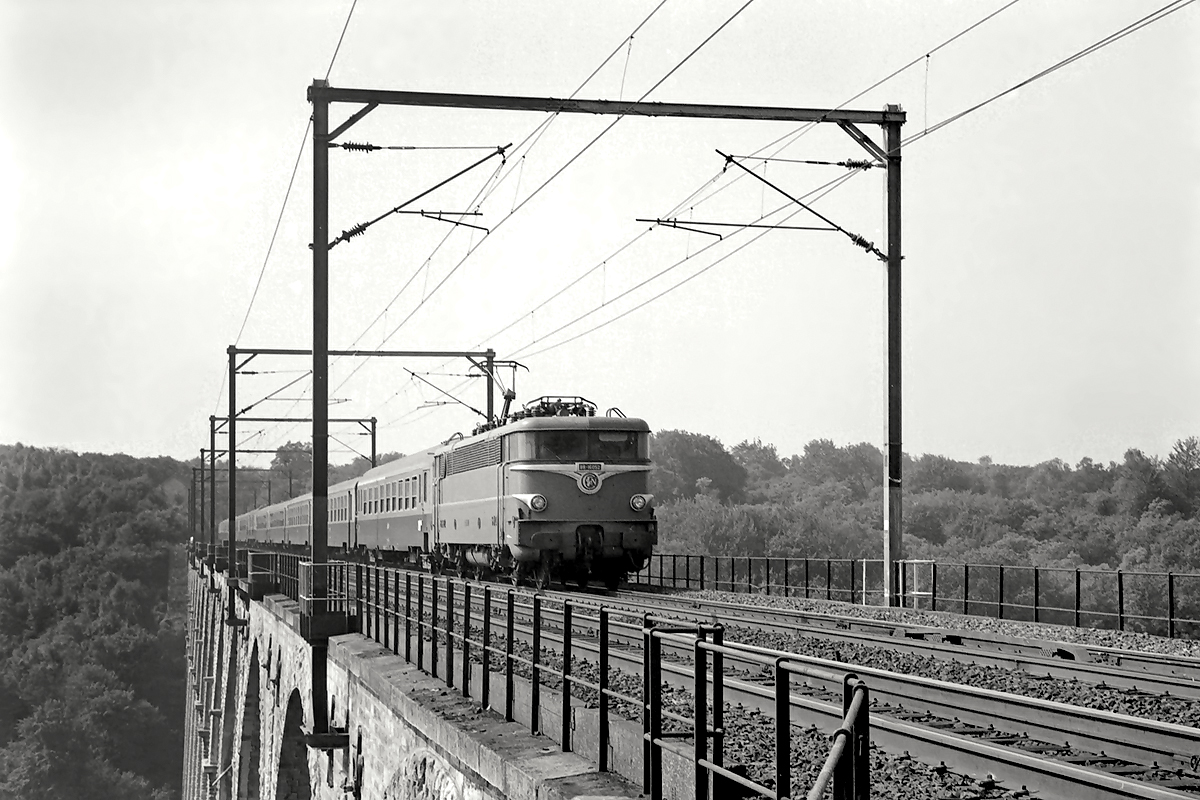
Été 1975 : un express Tourcoing – Paris-Nord de fin d'après-midi franchit l'ancien viaduc de la Reine-Blanche (viaduc de Commelles), en forêt de Chantilly.

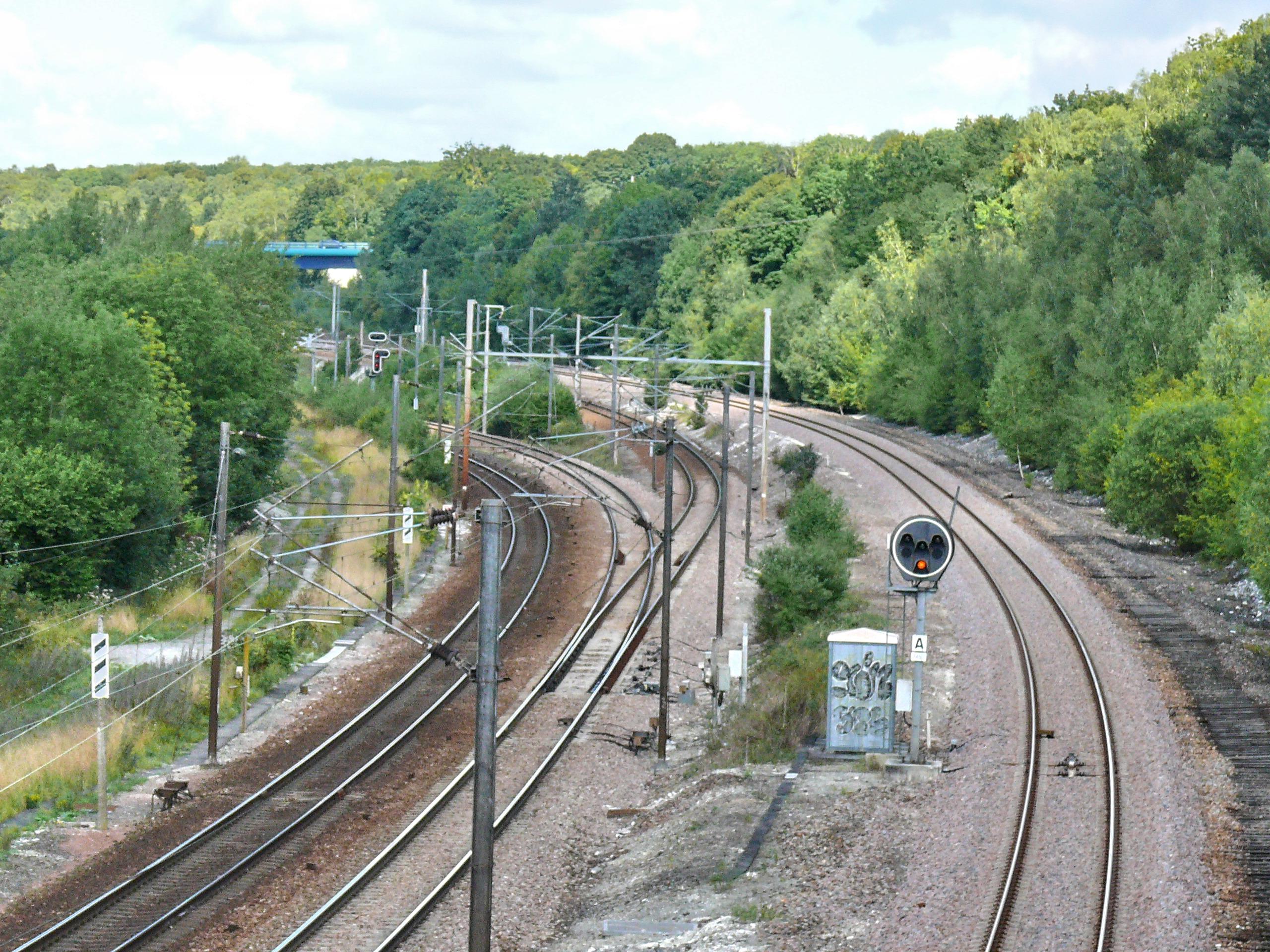
Entre la gare de Boves et celle de Longueau, la ligne Paris – Lille, électrifiée depuis 1958, jouxte la voie unique à traction autonome de la ligne Ormoy-Villers – Boves.

Afin d'assurer la traction électrique des trains, 105 machines sont commandées par la SNCF : 61 de type BB déjà employées sur l'artère Nord-Est (BB 12000 et BB 13000), 28 CC (CC 14000 et CC 14100), et 16 BB puissantes (BB 16000 et BB 16500). Les nouvelles voitures DEV inox sont autorisées à la vitesse de 150 km/h, à partir de l'été 1959, pour trois rapides Paris – Tourcoing. Elles sont autorisées à la vitesse de 160 km/h en 1967, après adoption de nouveaux bogies de type Y 24Z et généralisation du freinage électro-pneumatique. Le « C160 » est plus tard généralisé au parc Corail, qui apparaît au milieu des années 1970.
Le caractère international de l'axe Paris – Lille amène à voir circuler des machines spécifiques passe-frontières, qui marquent particulièrement l'histoire de la ligne. C'est le cas des CC 40100 quadritension, et des locomotives belges séries 15, 16 et 18 puis de la série 12.

### La desserte voyageurs
La ligne, qui constitue un grand axe intérieur entre Paris et le Nord de la France, a toujours possédé une vocation internationale. En 1846, Paris et Bruxelles sont reliées en 12 h 30 min. En avril 1848, l'ouverture de la ligne Amiens – Boulogne permet la création de trains vers la Grande-Bretagne. Entre Paris et Lille, les temps de parcours diminuent rapidement : de 7 h 50 min en 1846, ils passent à 5 h en 1851, grâce à l'arrivée des locomotives Crampton. Ce temps baisse à 3 h 15 min en 1897, puis à 3 h en 1903, avec l'arrivée des Atlantic. En 1896, Georges Nagelmackers crée le Nord-Express, premier grand train international hebdomadaire empruntant la ligne : il relie Paris à Saint-Pétersbourg, via Berlin. En 1937, le rapide 307, assuré par une rame TAR à trois caisses, abat les 251 kilomètres qui séparent les deux villes en 2 h 25 min, performance remarquable avec trois arrêts intermédiaires à Longueau, Arras et Douai. Mais à l'issue de la Seconde Guerre mondiale, la situation du réseau amène les temps de trajet à fortement s'allonger, avec une relation Paris – Lille demandant 7 h 30 min. En 1953, les TAR retrouvent leurs performances d'avant guerre. Cette même année, circulent entre les deux villes quatre relations TAR, six rapides et express, et un train postal assurant le trajet en 5 h 15 min.
La relation en direction de Bruxelles, qui, en France, emprunte la ligne Paris – Lille jusqu'à Creil puis la ligne Creil – Jeumont, voit également ses temps de parcours régulièrement améliorés. Avec l'ouverture de cette dernière ligne via Saint-Quentin, puis du barreau direct Saint-Denis – Creil, la distance diminue de 370 à 309 kilomètres, et les deux capitales sont reliées en 6 h 15 min, à une vitesse moyenne proche de 50 km/h. À la veille de la Première Guerre mondiale, les Atlantic ou Pacific permettent de relier les deux villes en 3 h 55 min. En 1926, il ne faut plus que 3 h 35 min, puis 3 h 30 min l'année suivante, avec le train 199 Étoile du Nord Pullmann, et enfin 3 h pile en 1936 avec le 189 Oiseau bleu Pullmann, créé en 1929.
En 1957, la ligne accueille les premiers Trans-Europ-Express (TEE), entre la France, la Belgique, les Pays-Bas et l'Allemagne. Ils ont pour nom Oiseau Bleu, Île-de-France, Étoile du Nord, Parsifal et Paris-Ruhr. Les trois premiers constituent une transformation des anciens express en TEE. D'abord assurées en traction Diesel, ces relations sont progressivement assurées par des locomotives électriques polytension. L'arrivée de l'électrification permet aux nouvelles BB 16000 de gagner une dizaine de minutes sur les meilleures relations TAR, avec un trajet de bout en bout assuré en 2 h 20 min. L'augmentation de la vitesse limite à 150, puis à 160 km/h, permet aux trains 303 et 339 d'atteindre la barre des deux heures entre Paris et Lille, avec un unique arrêt intermédiaire à Douai. En 1978, afin de reconquérir des parts de marché face à l'autoroute du Nord, la SNCF met en circulation de nouveaux trains TEE à supplément : Faidherbe, Gayant, ou Watteau.
Vers Bruxelles, l'achèvement de l'électrification permet de tracer des trains effectuant le parcours en 2 h 35 min : un nouveau TEE, Le Brabant, est mis en circulation à cette occasion. Les CC 40100 polytension sont mises en service l'année suivante, et diminuent encore de cinq minutes ce temps de parcours, avec un trajet réalisé à la vitesse moyenne de 123,5 km/h. Au début des années 1970, deux nouveaux TEE sont créés, pour répondre à l'affluence sur la ligne : le Memling et le Rubens.
En direction de la Scandinavie, la relation Paris – Hambourg – Copenhague – Stockholm prend le nom de « Paris-Scandinavie-Express », tandis qu'en 1986, le Nord-Express disparaît entre Paris et Aix-la-Chapelle et laisse la place à l'éphémère Viking-Express. Au début des années 1970, une nouvelle relation Paris – Copenhague est nommée le « Gallia-Express », puis en 1973, le Paris-Ruhr devient le Molière.
En 1993, la création du TGV Nord bouleverse totalement les dessertes. La majorité du trafic « grandes lignes » est basculé sur la ligne nouvelle, la ligne classique ne conservant alors que trois express. Ces circulations disparaissent définitivement en 1999, laissant la place aux seuls trains régionaux et Intercités entre Paris et Amiens ou Maubeuge (ces derniers sont devenus des TER le 1er janvier 2019). La ligne, qui était empruntée précédemment par quelques TGV effectuant le parcours Lille – Lyon via Longueau, ne reçoit plus de trafic TGV en circulation commerciale, sauf sur ses sections initiale (de la gare du Nord à la bifurcation de Gonesse) et finale (à partir d'Arras). Par contre, un TER Paris – Creil – Longueau – Lille est créé en janvier 2021, permettant une alternative au TGV Nord ; de surcroît, une liaison Ouigo Train Classique Paris – Creil – Aulnoye-Aymeries – Mons – Bruxelles-Midi est lancée en décembre 2024, (un arrêt à Saint-Quentin doit être ajouté en avril 2025).
Néanmoins, dans les années 2020, la création d'un raccordement avec la LGV Interconnexion Est amènera à nouveau quelques circulations TGV sur la ligne, ayant pour terminus la gare d'Amiens. De plus, les liaisons Izy engendrent, d'avril 2016 à juillet 2022, le passage de TGV entre la bifurcation de Gonesse et Arras, sans aucun rapport toutefois avec cette infrastructure en projet. Il en est de même pour le TERGV empruntant la ligne entre Amiens et Arras depuis janvier 2020.
Dans les années 2020, plus de vingt liaisons du réseau TER Hauts-de-France empruntent la ligne classique Paris – Lille. Le trafic y est donc assez élevé ; il est composé de trains semi-directs, partant d'Amiens en direction de Paris-Nord ou de Lille-Flandres (dont les TER reliant Rouen à Lille), et de relations omnibus, entre les différentes gares importantes du tracé. Le RER D est également présent sur le tronçon entre Paris et Creil, ainsi que les trains reliant Paris à Compiègne, Saint-Quentin, Cambrai ou Maubeuge. Ces derniers bifurquent vers la ligne de Creil à Jeumont, après avoir traversé voire desservi la gare de Creil. Seule la relation K12, qui relie Paris-Nord à Lille-Flandres via Longueau, parcourt la totalité de la ligne. Par ailleurs, des TGV peuvent être amenés à emprunter cette ligne en cas de perturbations sur la LGV Nord, en circulant sur la section comprise entre la bifurcation de Gonesse et Arras.

### Le trafic de marchandises
La ligne Paris – Lille relie l'Île-de-France à la quatrième métropole de France, située au cœur d'une région particulièrement peuplée, ainsi qu'à Dunkerque, troisième port de France, et au tunnel sous la Manche. En conséquence, la ligne assure un trafic fret non négligeable et assez diversifié. Les marchandises sont réparties entre produits de la sidérurgie, produits pétroliers, minerai, bois, papier, produits industriels comme les automobiles neuves, les produits alimentaires comme les céréales, le sucre, les boissons, mais également des conteneurs.
Les flux sont relativement équilibrés entre les deux sens. Le tronçon Creil – Longueau écoule environ 17 millions de tonnes annuels dans chaque sens. Entre Longueau et Arras, le tonnage atteint 18,5 millions de tonnes dans le sens nord – sud, et 21 millions de tonnes dans le sens sud – nord, grâce à l'apport de la transversale Rouen – Amiens, qui relie le port du Havre au Nord-Pas-de-Calais et à la Belgique. Au-delà d'Arras, les flux se répartissent entre deux directions : la première vers Lens, Dunkerque et le tunnel sous la Manche (14 et 12 Mt) ; la seconde vers Douai ou le triage de Somain (8,4 Mt dans chaque sens). Ces tonnages correspondent à une cinquantaine de trains par jour entre Creil et Arras, et 25 entre Arras et Lille.
La ligne Creil – Jeumont assure un trafic également significatif en direction de la Belgique, mais les flux sont ici déséquilibrés, avec une prépondérance du trafic nord-sud. Une large part de ce trafic n'emprunte pas la ligne Paris – Lille entre Paris et Creil, mais un itinéraire parallèle par la ligne La Plaine – Hirson, puis la ligne Ormoy-Villers – Boves.